# La Mariposa
La Mariposa är en ort i Mexiko.   Den ligger i kommunen Huitiupán och delstaten Chiapas, i den sydöstra delen av landet, 700 km öster om huvudstaden Mexico City. La Mariposa ligger 1 061 meter över havet och antalet invånare är 114.
Terrängen runt La Mariposa är kuperad åt sydväst, men åt nordost är den bergig. Runt La Mariposa är det ganska tätbefolkat, med 70 invånare per kvadratkilometer. Närmaste större samhälle är Simojovel de Allende, 13,5 km söder om La Mariposa. I omgivningarna runt La Mariposa växer i huvudsak städsegrön lövskog.